# Экономика развития
Экономика развития (англ. development economics) — практическая дисциплина, имеющая дело с формированием политической и экономической стратегии роста уровня жизни в странах с (относительно) низким уровнем доходов. Экономика развития имеет дело с анализом природы и причин массовой бедности и изучает факторы, тенденции и инструменты для стимулирования экономического развития. Основной целью экономики развития является анализ возможности преодоления бедности в странах с низкими доходами.
Современные исследователи высказывают разные точки зрения на то, что является определяющим фактором развития экономики. Так, сторонники институциональной школы — например, Дарон Аджемоглу и Джеймс Робинсон — обращают особое внимание на роль инклюзивных институтов, а Эрик Райнерт отдаёт приоритет роли обрабатывающей промышленности и инноваций.